# Droga I/12 (Czechy)
Droga I/12 (cz. Silnice I/12) – droga krajowa I kategorii w środkowych Czechach, łącząca Pragę z Kolinem, gdzie krzyżuje się z drogą nr 38.